# Western Dream
Western Dream è un album di Bob Sinclar, pubblicato nel 2006.

## Tracce
- European track list

1. "Love Generation" [Album version]  – 8:52
2. "Tennessee"  – 5:05
3. "Everybody Movin'"  – 4:40
4. "World, Hold On"  – 6:40
5. "Miss Me"  – 4:35
6. "For You"  – 5:25
7. "Sing My Song"  – 5:15
8. "In the Name of Love"  – 6:00
9. "Amora, Amor"  – 5:20
10. "Shining from Heaven"  – 6:20
11. "Give a Lil' Love"  – 4:40
12. "Love Generation" (Ron Carroll Remix) [*]  – 7:45

Bonus DVD version
1. "My Only Love" (Music Video)
2. "I Feel For You" (Music Video)
3. "Darlin'" (Music Video)
4. "Save Our Soul" (Music Video)
5. "The Beat Goes On" (Music Video)
6. "Kiss My Eyes" (Music Video)
7. "Love Generation" (Music Video)
8. "World, Hold On" (Music Video)
9. "I Feel For You" (The Making Of)
10. "My Only Love"  (The Making Of)
11. "The Beat Goes On"  (The Making Of)
12. "Kiss My Eyes"  (The Making Of)
13. "Love Generation"  (The Making Of)
14. "World, Hold On"  (The Making Of)

- Australian edition

1. "Rock This Party (Everybody Dance Now)"  – 4:05
2. "Love Generation"  – 8:52
3. "Tennessee"  – 5:05
4. "Everybody Movin'"  – 4:38
5. "World, Hold On"  – 6:38
6. "Miss Me"  – 4:35
7. "For You"  – 5:20
8. "Sing My Song"  – 5:15
9. "In the Name of Love"  – 6:00
10. "Amora, Amor"  – 5:17
11. "Shining from Heaven"  – 6:18
12. "Give a Lil' Love"  – 4:35
13. "World, Hold On" [Axwell Remix]  – 7:27

- iTunes UK Version

1. "Love Generation"
2. "World, Hold On"
3. "Tennessee"
4. "In The Name Of Love"
5. "Miss Me"
6. "Sing My Song"
7. "Rock This Party (Everybody Dance Now)"
8. "For You"
9. "Everybody Movin'"
10. "Amora Amor"
11. "Shining From Heaven"
12. "Give A Lil' Love"
13. "Love Generation (Ron Carroll Remix)
14. "World, Hold On (Children Of The Sky)" [Video]

## Classifiche
| Classifica (2006) | Posizione massima |
| ----------------- | ----------------- |
| Belgio (Fiandre)  | 10                |
| Belgio (Vallonia) | 10                |
| Francia           | 11                |
| Italia            | 43                |
| Paesi Bassi       | 47                |
| Portogallo        | 14                |
| Spagna            | 40                |
| Svezia            | 37                |
| Svizzera          | 6                 |